# دوگانگی مقدس–کفرآمیز
دوگانگی مقدس–کفرآمیز (انگلیسی: Sacred–profane dichotomy) ایده‌ای که توسط جامعه‌شناس فرانسوی، امیل دورکیم مطرح شده‌ است، که آن را ویژگی اصلی دین می‌دانست: سیستم یکپارچه اعتقادات و اعمال نسبت به چیزهای مقدس، و جدا کردن چیزهایی ممنوع از آن است. امیل دورکیم دین را بر اساس تمایز میان مقدس و نامقدس تعریف می‌کند.

## مفهوم دین
به عقیده دورکیم دین عبارت است از: نظام یکپارچه‌ای از باورداشت‌ها و عملکردهای مرتبط با چیزهای مقدس؛ یعنی چیزهایی که از چیزهای دیگر جدا انگاشته می‌شوند. این باورداشت‌ها و عملکردها، همه کسانی را که به آنها پایبندند، در یک اجتماع اخلاقی واحد همبسته می‌کند.
دورکیم امر مقدس را امری می‌داند که از سایر چیزها جدا نگه داشته می‌شود؛ امری که حرمت و احترام ویژه‌ای دارد و میان آن و چیزهای دیگر مرز و فاصله ای هست. صرف این مرزگذاری ساختار خاصی به جهان می‌بخشد و جهان را به دو بخش تقسیم می‌کند؛ یکی مقدس، محترم و مهم و دیگری نامقدس، معمولی و نامهم. معنا از خلال همین مرزگذاری زاییده می‌شود. این مرزگذاری به «چیزها» (اشیا) محدود نمی‌ماند و خود را به همه امور تسری می‌دهد: اعتقادها، رفتارها، انسان‌ها، زمان‌ها و مکان‌ها. در رویارویی با امر مقدس، هر چیزی جایگاهی می‌یابد، اهمیتی پیدا می‌کند و معنایی به خود می‌گیرد.

## عدم ارتباط با خدایی برتر
اولین نکته ای که دورکیم تأکید می‌کند این است که حقیقت دین اعتقاد به وجود خدایی برتر و فوق طبیعی نیست؛ زیرا ادیانی وجود دارند که در آنها اعتقاد به خدا نیست. به عنوان مثال در بودیسم اعتقاد به خدا وجود ندارد. بوداییان خدای هندوها را نمی‌پذیرند و به‌طور اساسی در این مکتب اعتقاد به خدا یا موجودی برتر وجود ندارد.
نکته دومی که دورکیم بیان می‌کند، این است که در حقیقت دین، مفاهیمی مانند راز یا فوق طبیعی نیز نقش ندارند؛ مثلاً نمی‌توان گفت: دین اعتقاد به موجود مافوق طبیعی است، زیرا انسان‌های ابتدایی به‌طور متعارف دو جهان مختلف، یعنی جهان طبیعت و جهان فوق طبیعی را نمی‌فهمند. انسان‌های ابتدایی تمام پدیده‌ها را غیرعادی و معجزه می‌دانند؛ یعنی دو جهان متفاوت نمی‌بینند؛ بلکه همه چیز را غیرعادی و تا حدی فوق طبیعی می‌دانند.